# Granblue Fantasy
Granblue Fantasy (グランブルーファンタジー Guranburū Fantajī?) es una franquicia de medios y un videojuego de rol desarrollado por Cygames para Android, iOS y navegadores web, lanzado en Japón en marzo de 2014. El juego destaca por reunir al compositor Nobuo Uematsu y al director de arte Hideo Minaba, quienes anteriormente colaboraron en Final Fantasy V (1992), Final Fantasy VI (1994), Final Fantasy IX (2000) y Lost Odyssey (2007).

## Jugabilidad
Granblue Fantasy presenta una jugabilidad como un videojuego de rol con batallas por turnos. El juego también contiene convocatorias y un sistema de clases que altera el conjunto de movimientos y el crecimiento del personaje principal. Los personajes ganan niveles y habilidades al acumular experiencia y al recolectar ciertos materiales, algunos pueden ganar una invocación de estrella adicional (llamada «límite completo» o «FLB» por sus siglas en inglés) y las armas equipadas también confieren a los personajes bonos con poder de ataque y HP. Los personajes en sí se obtienen a través de misiones (misiones de la historia principal o misiones de eventos especiales) o mediante el uso de monedas en el juego para recibir fragmentos de cristal al azar, que pueden contener armas especiales que agregan personajes específicos al grupo. Los personajes, las invocaciones y las armas se clasifican (de mejor a peor) como SSR, SR, R o N y cada uno es de tipo viento, agua, fuego, tierra, luz u oscuridad.

## Trama

### Argumento
El Capitán y su compañero alado Vyrn se están relajando en la ciudad de Zinkenstill, cuando ven una aeronave del Imperio Erste en el cielo cercano. El Capitán, sin darse cuenta, viene al rescate de una niña llamada Lyria y una oficial imperial llamada Katalina quienes intentan escapar del Imperio. Sin embargo, el Capitán sufre una herida mortal durante la pelea, lo que obliga a Lyria a fusionar su alma con ellos para traerlos de vuelta del borde de la muerte. Lyria usa su poder para convocar a un monstruo gigante llamado Proto-Bahamut, alejando a las fuerzas del Imperio. Con el destino del Capitán y Katalina ahora ligado a Lyria, los tres deciden ir a la isla de Estalucia, para escapar del Imperio y posiblemente encontrar pistas sobre el padre del Capitán.
Desafortunadamente, las malas habilidades de pilotaje de Katalina hacen que se estrellen en otro lugar del archipiélago de Port Breeze. El trío busca una aeronave que funcione y un piloto para dirigirla. Terminan conociendo a Rackam, un extraño timonel que trabaja en una aeronave que ha estado dañada durante años. Sin embargo, el Imperio los persigue a la isla, buscando recuperar a Lyria. Los tres finalmente logran convencer a Rackam para que los ayude a luchar contra los soldados imperiales, y a cambio lo ayudan a terminar de reparar su aeronave, The Grandcypher.
A medida que el Capitán viaja por los cielos, reuniendo a más aliados en su viaje y luchando contra bestias primigenias, la tripulación se ve arrastrada lentamente a una trama que involucra al misterioso Caballero Negro y la historia que el Imperio busca mantener en secreto mientras persiguen a Lyria.

## Desarrollo
Nobuo Uematsu trabajó en once pistas para el juego, Tsutomu Narita hizo otras nueve y Hideo Minaba dibujó aproximadamente 100 diseños de personajes potenciales. El juego también contiene voces en off de Hiroaki Hirata, quien trabajó anteriormente en Final Fantasy XII y Dissidia 012 Final Fantasy.
El juego se planeó originalmente para su lanzamiento en Japón el 17 de diciembre de 2013, pero se retrasó hasta el 10 de marzo de 2014.. El juego es gratuito y publicado por  Mobage. En TGS 2015, se anunció que el juego recibiría un lanzamiento internacional en marzo de 2016. En lugar de un lanzamiento internacional, se lanzó un parche de idioma que agrega una opción en el juego para cambiar de japonés a inglés Esto permite a los jugadores que han estado jugando la versión japonesa conservar todos sus datos.

## Recepción
Para marzo de 2016, el juego había sido descargado más de 10 millones de veces en Japón, que aumentó a más de 22 millones en octubre de 2018. El juego recaudó 20,9 mil millones de yenes (USD 189,27 millones) entre enero y octubre de 2017. En 2018, recaudó 33,9 mil millones de yenes (USD 307 millones) y fue el sexto juego móvil más taquillero del año. Combinado, el juego recaudó al menos 54,8 mil millones de yenes (USD 496 millones) en Japón entre 2017 y 2018. Muchos periodistas lo compararon favorablemente con los juegos anteriores de Final Fantasy.

## Otros medios

### Animación
- Granblue Fantasy The Animation (2017), una adaptación de la franquicia a serie de anime.
- Granblue Fantasy The Animation Season 2,[13] comenzó a emitirse en Japón el 4 de octubre de 2019. El elenco de voces de la temporada 2 permaneció casi igual a la temporada 1, mientras que el personal de producción fue reemplazado casi por completo y el estudio cambió de A-1 Pictures a MAPPA.[14][15]

### Videojuegos
- Granblue Fantasy Versus (2020), videojuego de consola. El juego fue anunciado en «Granblue Fantasy Fest» en diciembre de 2018.[16] Es un videojuego de lucha desarrollado por Arc System Works para Playstation 4. Versus inicialmente se planeó para lanzarse en 2019, y una beta cerrada de prueba fue abierta del 8 al 24 de mayo. El juego se lanzó oficialmente el 6 de febrero de 2020.[17]
  - Una secuela, titulada Granblue Fantasy Versus: Rising, se lanzó en diciembre de 2023 para PlayStation 4, PlayStation 5, y PC a través de Steam.[18]
- Granblue Fantasy: Relink (2024), videojuego de rol de acción desarrollado por Cygames Osaka (como reemplazo de PlatinumGames) y Polygon Pictures. El juego se lanzó en febrero de 2024.[19]